# 惠氏真小鯉
惠氏真小鯉（學名：Cyprinella whipplei）為輻鰭魚綱鯉形目雅羅魚科真小鯉屬的其中一種，分布於北美洲美國俄亥俄州、西維吉尼亞州到伊利諾州、密蘇里州與俄克拉荷馬州東部的密西西比河、阿拉巴馬州的黑武士河流域，體長可達16公分，棲息在岩石、沙底質的急流河川或水塘底中層水域，生活習性不明。

## 扩展阅读
維基物種上的相關：惠氏真小鯉